# Fuso (компанія)
Mitsubishi Fuso Truck and Bus Corporation (FUSO)  — японська автомобілебудівна компанія, що випускає автобуси і вантажівки з кінця 1920-х років. Першим був - дизельний автобус моделі «BD43», який отримав торгову марку Fuso, яка використовується дотепер на місцевому ринку. Є дочірньою компанією німецького концерну «Daimler AG», якому належить 89,29% акцій компанії, решта належать японському концерну «Mitsubishi».

## Сучасні моделі
- Canter
- Fighter
- Super Great
- Rosa
- Aero Midi
- Aero Star
- Aero Aceh
- Aero Bus
- Aero Queen
- Aero King